# Anolinga psilofrons
Anolinga psilofrons är en tvåvingeart som beskrevs av Stephen D. Gaimari och Irwin 2000. Anolinga psilofrons ingår i släktet Anolinga och familjen stilettflugor. Inga underarter finns listade i Catalogue of Life.